# Kinh tế học Keynes mới
Kinh tế học Keynes mới là một trường phái kinh tế học vĩ mô tìm cách thuyết minh mệnh đề trung tâm về giá cả và tiền công cứng nhắc trong ngắn hạn của kinh tế học Keynes bằng kinh tế học vi mô. Trường phái này hiện nay đưa ra ba lý luận chính, gồm: hợp đồng lao động dài hạn, tiền công hiệu suất, và chi phí thực đơn.

## Lý luận về hợp đồng lao động dài hạn
Xem bài chính Giả thuyết hợp đồng lao động dài hạn.
Giả thuyết này cho rằng để giữ lao động làm việc cho mình lâu dài, giới chủ thường ký những hợp đồng làm việc dài hạn. Chính vì vậy mà lương theo hợp đồng không thể có sự điều chỉnh đột ngột.
Trong trường hợp có thay đổi hợp đồng, vì không thể tất cả các doanh nghiệp và các ngành trong nền kinh tế cùng thay đổi hợp đồng vào cùng một thời điểm, nên chỉ có một bộ phận lao động là được thay đổi tiền công. Xét bình quân toàn nền kinh tế, thì tiền công vẫn không đổi.

## Lý luận về tiền công hiệu suất
Xem bài chính Giả thuyết tiền công hiệu quả.
Để khuyến khích nhiệt tình lao động và giữ lao động lành nghề, ngay cả trong thời điểm thất nghiệp phát sinh, giới chủ vẫn có thể không cắt giảm tiền công. Khi mà tiền công không bị cắt giảm (cũng có nghĩa là giá cả lao động không hạ xuống), thì thất nghiệp (dư cung lao động) vẫn không được giải quyết, thị trường lao động vẫn mất cân bằng.

## Lý luận về chi phí thực đơn
Xem bài chính Giả thuyết chi phí thực đơn.
Vì thị trường có tình trạng cạnh tranh không hoàn hảo, nên dù thị trường có biến động thì xí nghiệp chưa chắc đã thay đổi giá bán của mình. Lý do là chi phí để điều chỉnh thông báo về giá bán (giống như chi phí in lại thực đơn) có thể cao hơn lợi ích mà xí nghiệp thu được do điều chỉnh giá.
Kinh tế học Keynes mới gắn liền với các học giả kinh tế như N. Gregory Mankiw, Joseph E. Stiglitz, Olivier Blanchard, Stanley Fischer, v.v...